# Eflatun Pınar
Koordinaten: 37° 49′ 32,4″ N, 31° 40′ 28,9″ O

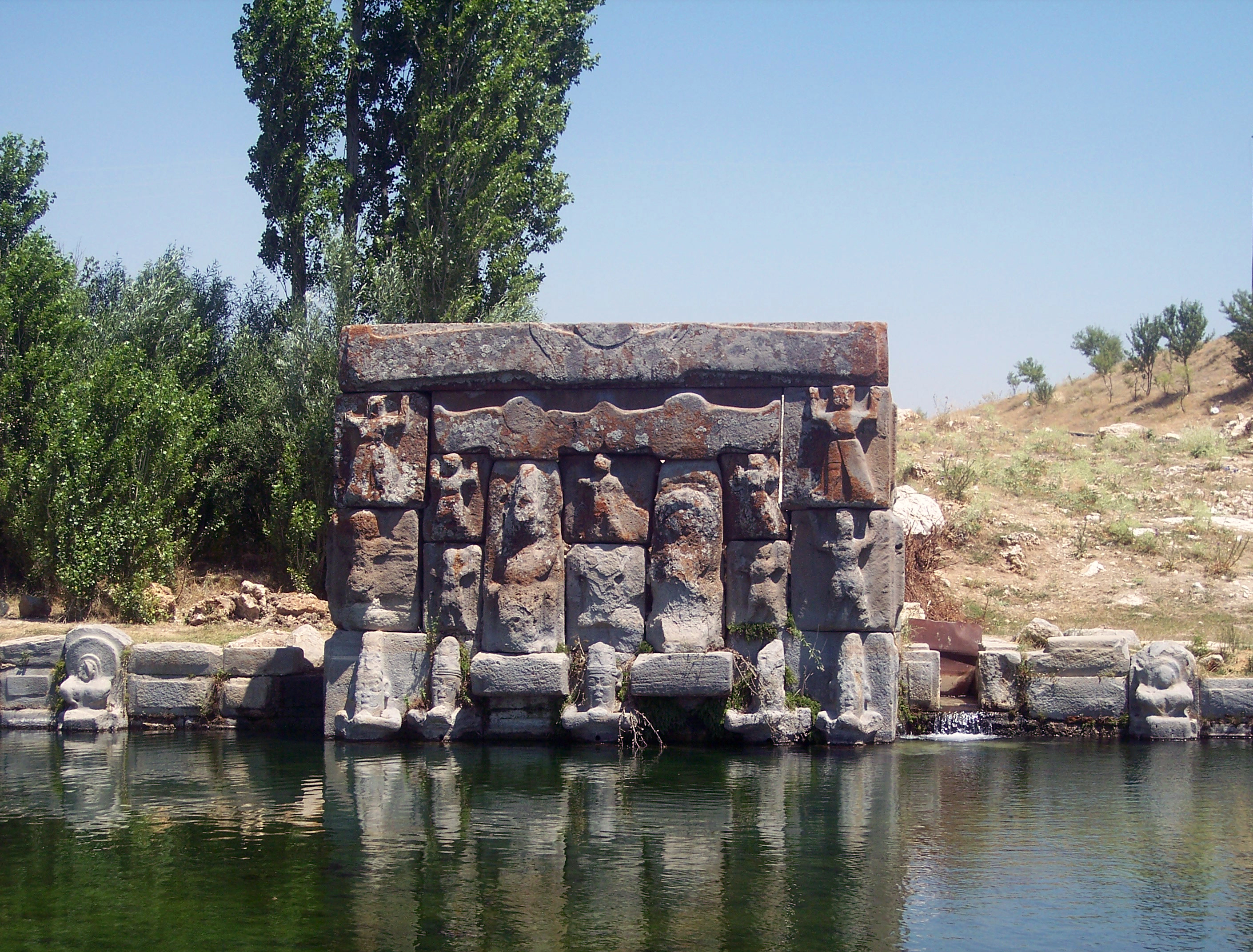
Quellheiligtum Eflatun Pınar

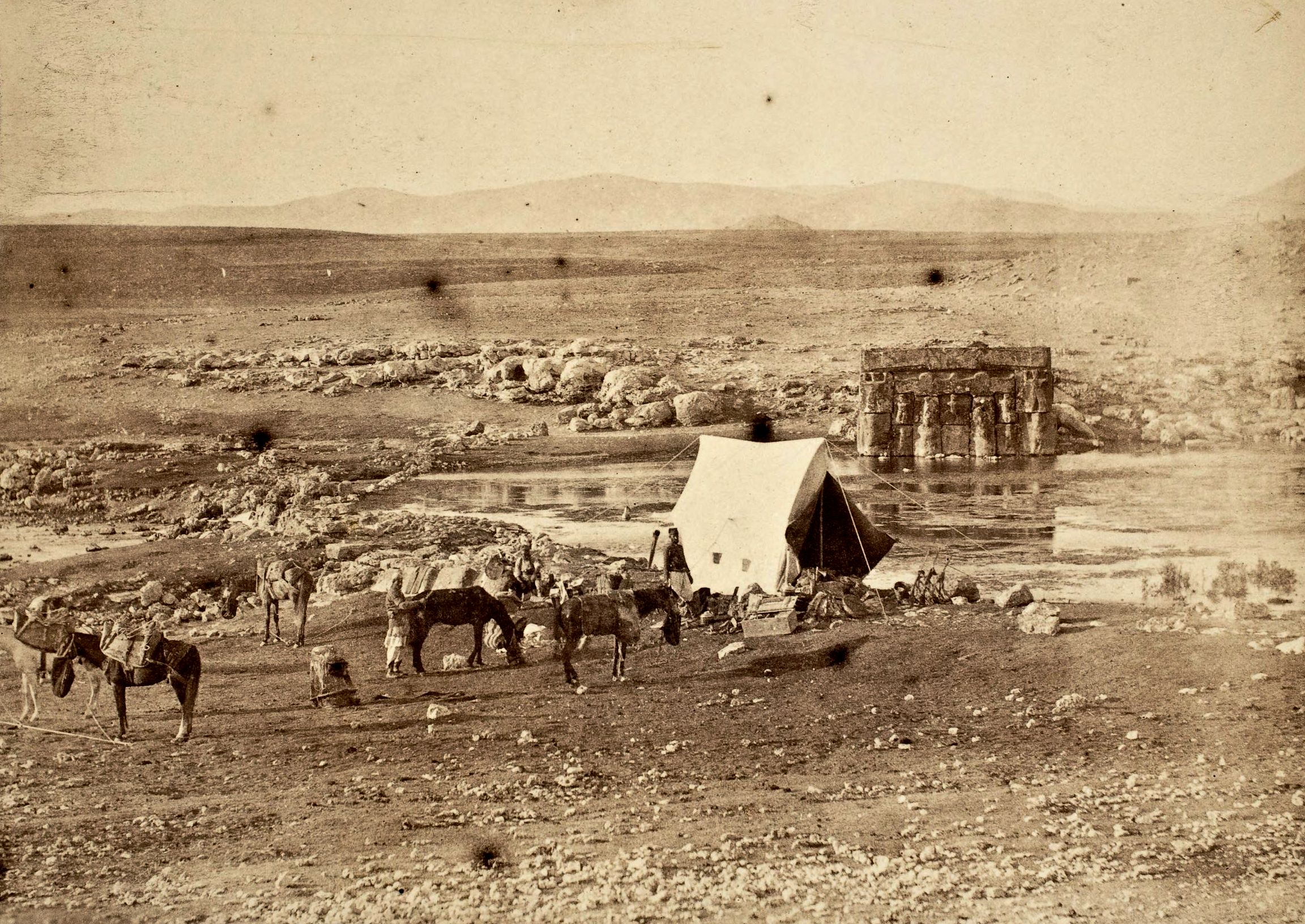
John Henry Haynes. Eflatun Pınar 1887

Eflatun Pınar (türkisch Lila Quelle) (auch Eflatunpınar oder Platons Quelle), ist ein hethitisches Quellheiligtum östlich des Beyşehir-Sees etwa 70 km westlich von Konya in der türkischen Provinz Konya.
Eine 7 Meter breite und 4,2 Meter hohe Fassade aus plastisch gestalteten Steinblöcken erhebt sich an der Nordseite eines gestauten Quellteichs, dessen gemauerter Rand eine annähernd quadratische Wasserfläche von 30 × 34 Metern umschließt. Vermutlich stammt die Anlage aus der Zeit des hethitischen Großreichs zwischen dem 15. und 13. vorchristlichen Jahrhundert. Es ist aus einzelnen Steinquadern zusammengesetzt und hat eine Breite von sieben Metern und mitsamt dem zeitweise unter Wasser liegenden Sockel eine Höhe von ebenfalls sieben Metern. Die unterste Reihe besteht aus fünf Berggöttern, die nur bei niedrigem Wasserstand zu sehen sind. Darüber sieht man in der Mitte Hauptgott und -göttin, über deren Identität allerdings Ungewissheit besteht. Sie werden flankiert von verschiedenen Mischwesen, über deren Funktion nichts bekannt ist. Sie tragen gemeinsam eine über allem liegende geflügelte Sonnenscheibe.
Auf der gegenüberliegenden Seite sind die in den Teich ragenden Grundmauern eines weiteren Bauwerks erhalten. Vor dessen Stirnwand ist die vollplastische Figur einer Sonnengöttin mit Aureole aufgestellt, die zu einem Götterpaar gehörte. Wenige Meter von der Südostecke des Teichs entfernt wurde ein Steinblock mit drei Stierskulpturen wiederaufgerichtet. Wahrscheinlich blieb der monumentale Block an dieser Stelle liegen, ohne an seinen ursprünglich geplanten Standort gelangt zu sein. 
Im näheren Umkreis des Teichs sind noch diverse Teile von Skulpturen und andere Bruchstücke zu sehen, was die Vermutung nahelegt, dass es sich einst um ein größeres Heiligtum gehandelt hat. 
James Mellaart sieht in Eflatun Pınar ein Arzawa-Heiligtum mit Gewittergott und Sonnengöttin, Kurt Bittel dagegen hält es für ein Siegesdenkmal aus der Zeit Tudhalijas IV. (13. Jahrhundert v. Chr.).
Das etwa 30 km südöstlich liegende Relief von Fasıllar war möglicherweise als weiteres zusätzliches Teil für Eflatun Pınar geplant.